# Champ Elysees
Champ Elysees es una localidad de Trinidad y Tobago, que forma parte de la región de Diego Martín.

## Geografía
La localidad abarca parte de la isla Trinidad y limita al norte con Petit Valley, al sur con Long Circular y Ellerslie Park (localidades pertenecientes a la ciudad de Puerto España), al este con La Seiva, Fairways y Boissiere y al oeste con Dibe-Belle Vue.

## Demografía
Datos demográficos de la localidad de Champ Elysees:
| Gráfica de evolución demográfica de Champ Elysees entre 2000 y 2011 |
|                                                                     |